# Hexazin
Hexazin (též hexaazabenzen) je hypotetický alotrop dusíku tvořený šesti atomy vytvářejícími strukturu podobnou benzenu. Jedná se o poslední molekulu v řadě azabenzenů (azinů), ve které jsou atomy dusíku nahrazeny všechny methinové skupiny benzenu. Poslední dvě molekuly této řady, hexazin a pentazin, nebyly na rozdíl od dalších (jako jsou pyridin, pyrimidin, pyridazin, pyrazin, triaziny, a tetraziny) pozorovány.
Přestože nebyla potvrzena příprava neutrálních hexazinů, jsou známy dva záporně nabité deriváty, [N6]2− a [N6]4−, které byly vytvořeny za vysokých tlaků (> 40 GPa) a teplot (> 2000 K) jako draselné soli. [N6]4− je, jak odpovídá Hückelovu pravidlu, aromatický, zatímco [N6]2− je antiaromatický.

## Stabilita
Molekula hexazinu se strukturou podobá velmi stabilní molekule benzenu. Podobně jako benzen by hexazin měl být aromatický; i přes tyto předpoklady ale dosud[kdy?] nebyl zachycen. Předpokládá se, že jeho nestabilitu způsobují volné elektronové páry na atomech dusíku (které se navzájem elektrostaticky odpuzují) a/nebo dodávání elektronů do protivazebných orbitalů sigma.